# Vrede van Olomouc

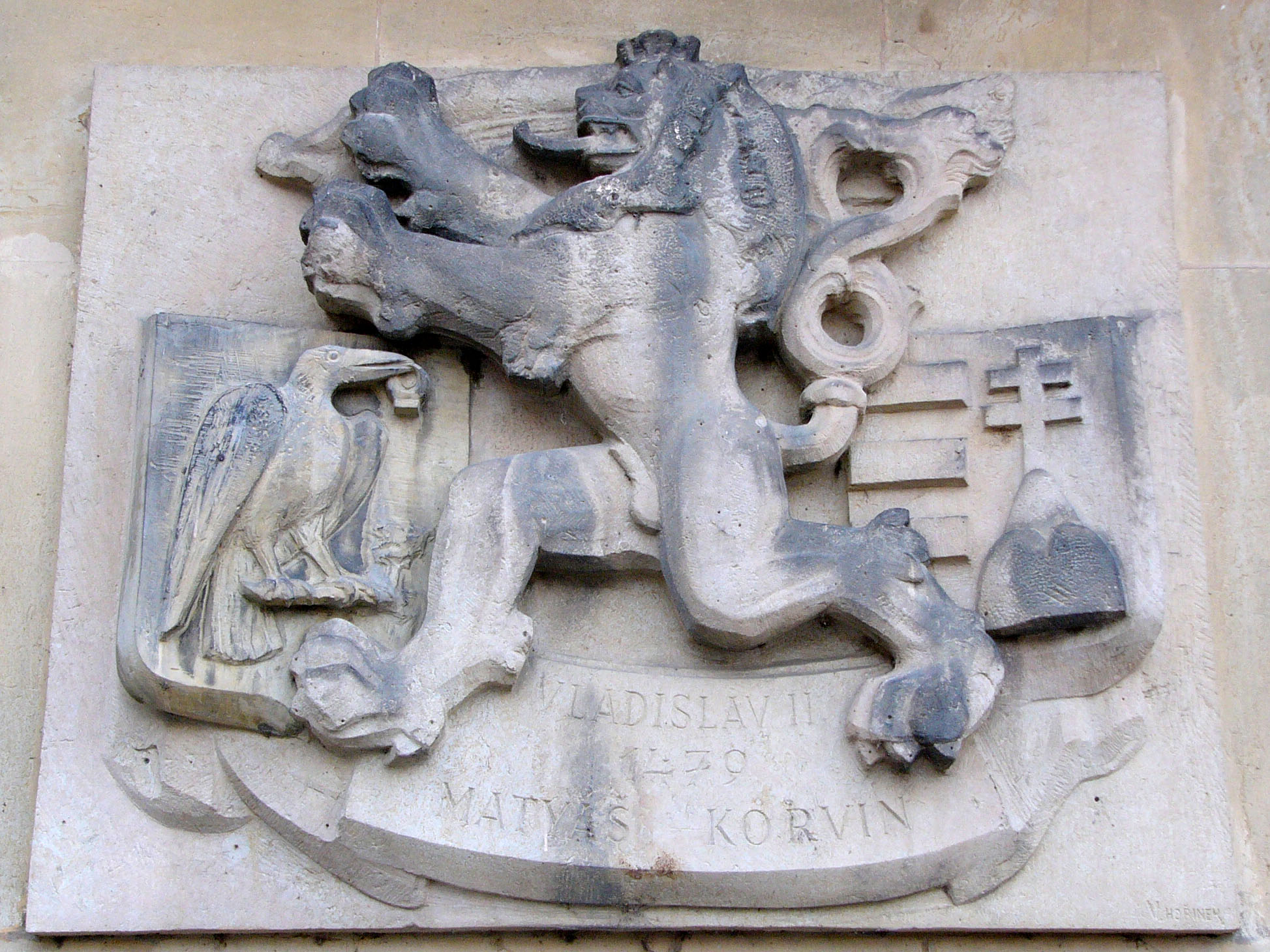
Een gedenkplaat aan de Vrede van Olomouc aan huisnr. 21 op het Horní náměstí gemaakt door Vojtěch Hořínek. De Boheemse leeuw is links geflankeerd door het wapen van Matthias Corvinus en rechts door het wapen van Wladislaus II.

De Vrede van Olomouc is op 2 april 1479 ondertekend door Boheemse koning Wladislaus II en de Hongaarse koning (en Boheemse tegenkoning) Matthias Corvinus in de Moravische stad Olomouc. Daarmee kwam een einde aan een jarenlang conflict, de Boheems-Hongaarse Oorlog, over de Boheemse troon. Het verdrag bevestigde alle gemaakte afspraken uit het Verdrag van Brno uit maart 1478 met enkele kleine aanpassingen gemaakt door de Hongaarse koning op 20 september 1478. Op 21 juli 1479 werd de overeenkomst bekrachtigd tijdens festiviteiten in Olomouc.
Matthias Corvinus verkreeg op basis van het verdrag het recht zich net als Wladislaus II koning van Bohemen te noemen, al behield de tweede wel de wereldlijke macht in Bohemen en was alleen Matthias Cornivus verplicht Wladislaus II met de titel koning van Bohemen aan te spreken. Daarnaast erkende Wladislaus II de zeggenschap van Matthias Corvinus over Moravië, Silezië en de Lausitz. Als Matthias eerder dan Wladislaus zou sterven den zou deze voor 400.000 florijnen de landen kunnen terugkopen.